# Station Zarszyn
Station Zarszyn is een spoorwegstation in de Poolse plaats Zarszyn.